# Jugadora Mundial de la FIFA 2002

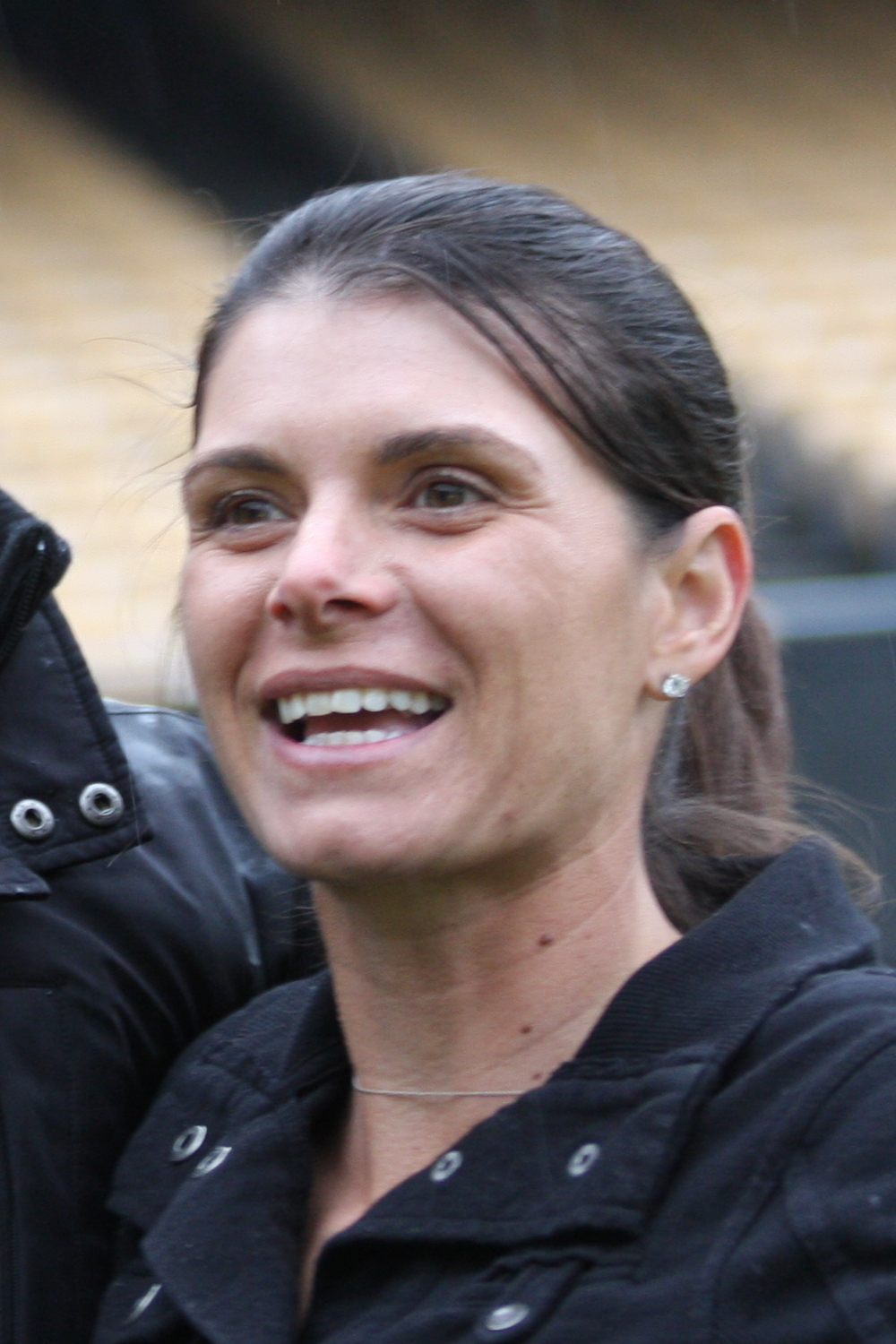
Mia Hamm ganadora en 2002.

El premio a la mejor jugadora mundial de la FIFA 2002 fue la segunda entrega de este importante galardón otorgado a la futbolista con mayores logros. El premio fue otorgado por la Federación Internacional de Fútbol Asociación (FIFA). 
La ganadora del segundo certamen fue la estadounidense Mia Hamm. Hamm se convertía en la primera jugadora en ganar la distinción de forma consecutiva.

## Resultados
| Posición | Futbolista         | Puntaje |
| -------- | ------------------ | ------- |
| 1        | Mia Hamm           | 161     |
| 2        | Birgit Prinz       | 96      |
| 3        | Sun Wen            | 58      |
| 4        | Tiffeny Milbrett   | 45      |
| 5        | Marinette Pichon   | 42      |
| 6        | Christine Sinclair | 38      |
| 7        | Steffi Jones       | 19      |
| 8        | Hege Riise         | 17      |
| 9        | Sissi              | 14      |
| 10       | Bai Jie            | 13      |
| 11       | Hanna Ljungberg    | 11      |
| 12       | Kristine Lilly     | 10      |
| 12       | Katia              | 10      |